# Eugen Kapp
Eugen Kapp (russisch Эуген Артурович Капп; * 26. Mai 1908 in Astrachan, Russisches Kaiserreich; † 29. Oktober 1996 in Tallinn, Estland) war ein sowjetisch-estnischer Komponist.

## Leben
Eugen Kapp wurde als Sohn des estnischen Komponisten Artur Kapp (1878–1952) geboren. Sein Großvater war der estnische Pädagoge Joosep Kapp (1833–1894). Eugen Kapp studierte von 1922 bis 1926 am Tallinner Konservatorium Klavier und schloss 1931 bei seinem Vater das Fach Komposition ab. Von 1935 bis 1941 war Eugen Kapp als Dozent für Musiktheorie am Konservatorium beschäftigt.
Vor der deutschen Besetzung Estlands (1941–1944) flüchtete Kapp in die Sowjetunion. Während des Zweiten Weltkriegs arbeitete er in UdSSR für Künstlergruppen der Estnischen Sozialistischen Sowjetrepublik. 1944 kehrte er nach Estland zurück und arbeitete am Staatlichen Tallinner Konservatorium weiter, ab 1947 mit dem Titel eines Professors. Von 1952 bis 1964 war er Rektor des Konservatoriums. Von 1944 bis 1966 war er Vorsitzender des Komponistenverbands der Estnischen SSR (estnisch Eesti NSV Heliloojate Liit).
Gleichzeitig machte Kapp Karriere innerhalb der Kommunistischen Partei Estlands (EKP). Von 1951 bis 1961 war Kapp Mitglied der EKP, von 1947 bis 1955 Abgeordneter des Obersten Sowjets der Estnischen SSR und von 1954 bis 1962 Abgeordneter des Obersten Sowjets der UdSSR.

## Werk
Eugen Kapp ist vor allem für seine Opern bekannt geworden. Er erhielt den Stalinpreis 1946 für seine erste Oper Tasuleegid, 1950 für die Oper Vabaduse laulik und 1952 für das Ballett Kalevipoeg. Darüber hinaus wurde Kapp 1948, 1950 und 1977 der Staatspreis der Estnischen SSR verliehen. 1956 erhielt er den Titel Volkskünstler der UdSSR und 1978 den Titel Held der sozialistischen Arbeit.
Kapps Werke greifen oft Formen der estnischen Volksmusik auf. Sie enthalten oft einfache Melodien, einen klaren Rhythmus und einen gefälligen Stil.

## Werke (Auswahl)
- Tasuja (sinfonisches Gedicht, 1931)
- Tasuleegid »Feuer der Rache« (Oper, 1945)
- Kalevipoeg (Ballett, 1948)
- Vabaduse laulik »Sänger der Freiheit« (Oper, 1950; Neufass. 1952)
- Kullaketrajad (Ballett, 1956)
- Talvemuinasjutt »Wintermarkt-Gespräch« (Kinderoper, 1959)
- Tabamatu (Oper, 1961)
- Assol (Operette, 1965)
- Rukkilillesuvi (Jugendmusical, 1975)
- Rembrandt (Oper, 1975)
- Ernst Thälmann (Oratorium, 1977)
- Kristallkingake (musikalisches Märchen, 1980)
- Enneolematu (Kinderoper, 1983)

Darüber hinaus schrieb Kapp drei Sinfonien (1942, 1954, 1964), sechs Orchestersuiten, acht Kantaten sowie ein Klavierkonzert (1969) und ein Flötenkonzert (1976).

## Nachwirken
Zahlreiche bekannte estnische Komponisten haben bei Eugen Kapp studiert, darunter Eino Tamberg, Hillar Kareva, Olav Ehala, Gennadi Taniel und Heino Lemmik. 1971 wurde in Suure-Jaani ein Museum eröffnet, das der Musikerfamilie Kapp gewidmet ist.